# Nada es igual (canción de Belanova)
Nada es igual es una canción escrita y producida por la banda mexicana Belanova, fue lanzada como el segundo sencillo de su sexto álbum de estudio Viaje al centro del corazón en febrero del 2018.

## Lista de canciones

### Descarga digital[4]
- "Nada es igual": 3:18

## Posicionamiento en listas
| Lista                              | Mejor posición |
| ---------------------------------- | -------------- |
| Argentina (Top Charts)             | 1              |
| Estados Unidos (Billboard Hot 100) | 19             |
| Estados Unidos (Latin Pop Songs)   | 5              |
| México (Mexico Espanol Airplay)    | 23             |
| México (Exa FM Tampico)            | 1              |
| México (Top 100 Digital)           | 59             |
| México (Top 100 Digital)           | 53             |
| México (Top 100 Digital)           | 52             |
| México (Stereo Joya FM)            | 1              |

## Historial de lanzamiento
| Región | Fecha                | Formato                     | Discográfica     | Ref.  |
| ------ | -------------------- | --------------------------- | ---------------- | ----- |
| México | 9 de febrero de 2018 | Descarga digital, Streaming | Universal México | [ 9 ] |